# Баден, Ванесса
Ване́сса Ба́ден (англ. Vanessa Baden; род. 8 сентября 1985, Манхэттен-Бич) — американская актриса, наиболее известна ролями Ванессы в детском сериале Остров Галла Галла и Кайры Рокмор, сестры Кинана, в ситкоме «Кинан и Кел».

## Фильмография
- Fail (с 2011)
- Two Heads Are Better Than None (финальный эпизод ситкома Кинан и Кел) (2000)
- Rosewood (1997)
- Figure It Out (детское игровое шоу) (1997)
- Кинан и Кел (1996—2000)
- Океан (1996)
- Остров Галла Галла (1994—1997)
- Мой брат и я (1994)